# Horeanka, Domanivka
Horeanka (în ucraineană Горянка) este un sat în comuna Kozubivka din raionul Domanivka, regiunea Mîkolaiiv, Ucraina.

## Demografie
Componența lingvistică a localității Horeanka
     Ucraineană (62,13%)
     Română (26,04%)
     Romani (10,65%)
     Rusă (1,18%)
Conform recensământului din 2001, majoritatea populației localității Horeanka era vorbitoare de ucraineană (62,13%), existând în minoritate și vorbitori de română (26,04%), romani (10,65%) și rusă (1,18%).